# Stazione di Zagarolo
Stazione di Zagarolo vasútállomás Olaszországban, Zagarolo településen.

## Vasútvonalak
Az állomást az alábbi vasútvonalak érintik:
- Róma–Cassino–Nápoly-vasútvonal

## Kapcsolódó állomások
A vasútállomáshoz az alábbi állomások vannak a legközelebb:
- Stazione di Palestrina (FS)
- Stazione di Colonna Galleria (Stazione di Roma Termini, FL6)
- Stazione di Labico (Stazione di Cassino, FL6)